# Mohammed al-Baschir

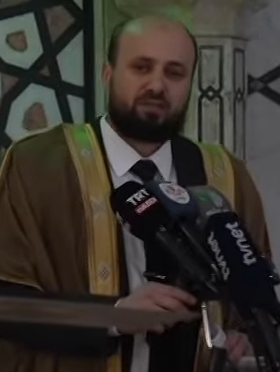
Mohammed al-Baschir in der Umayyaden-Moschee (2024)

Mohammed al-Baschir (arabisch محمد البشير, DMG Muḥammad al-Bašīr; * 1983 in Maschoun, Gouvernement Idlib) ist ein syrischer Elektro-Ingenieur, Jurist und Politiker. Zwischen dem 9. Dezember 2024 und dem 29. März 2025 war er Premierminister der ersten syrischen Übergangsregierung. Seitdem bekleidet er in der zweiten syrischen Übergangsregierung das Amt des Ministers für Energie.

## Leben und Wirken
Mohammed al-Baschir wurde 1983 im syrischen Dorf Maschoun im Gouvernement Idlib geboren. Er schloss 2007 sein Studium der Elektrotechnik an der Universität Aleppo ab. Bis 2011 war al-Baschir Leiter der Abteilung Präzisionsinstrumente in der Gasanlage der Syrian Gas Company. Nach dem Ausbruch des syrischen Bürgerkriegs wurde er Direktor des al-Amal-Bildungsinstituts, das Kindern, die vom Krieg betroffen waren, Bildung bot. Im Laufe des Syrischen Bürgerkriegs schloss Mohammed al-Baschir sich islamistischen Rebellen an und radikalisierte sich. Aus diesem Grund nahm er noch ein religiöses Studium auf und lernte nun Scharia und Recht an der Universität Idlib, an der er im Jahr 2021 seinen Abschluss erwarb. 
Die Scharia stellt die Gesamtheit der religiös-rechtlichen Normen des Islams dar. Sie findet in islamischen Ländern wie Afghanistan, Iran, Pakistan und Saudi-Arabien ihre Anwendung, wird aber von den syrischen Minderheiten strikt abgelehnt.
Nach seinem zweiten Studium wurde Mohammed al-Baschir 2022 zum Minister für Entwicklung und Humanitäre Angelegenheiten in der Syrischen Heilsregierung (Syrian Salvation Government (SGG)) ernannt. Diese war 2017 von der Haiʾat Tahrir asch-Scham gebildet worden, die in Idlib als letzte syrische Oppositionsbastion gegen die Herrschaft von Baschar al-Assad bis 2024 über rund 4. Millionen Menschen herrschte. Dort wurde al-Baschir dann Anfang 2024 zum Gouverneur von Idlib ernannt und regierte als Oberhaupt die Oppositionsbastion bis zum Sturz des Assad-Regimes.
Nach dem Sturz von Präsident Baschar al-Assad wurde er als Nachfolger von Mohammad Ghazi al-Dschalali Premierminister der ersten syrischen Übergangsregierung. Am 29. März 2025 wurde er als Minister für Energie der zweiten syrischen Übergangsregierung benannt.